# Jean-Gédéon Lombard
Pour les articles homonymes, voir Lombard.
Jean-Gédéon Lombard, né le 15 avril 1763 à Genève et mort le 14 janvier 1848 dans la même ville, est un banquier suisse. 

## Biographie
Il est le fils de Pierre Lombard, négociant, et d'Anne-Catherine Perron. Il épouse en 1798 Elisabeth Morin, originaire de Dieulefit, dans la Drôme. Apprentissage de commerce à Lyon, commis chez André De la Rue à Gênes jusqu'en 1795, puis chez Henry Hentsch à Genève, dont il devint fondé de pouvoir. D'abord apprenti de commerce à Lyon puis commis de banque à Gênes, il revient à Genève en 1795 et fonde en 1798 avec Henri Hentsch, son cousin, la banque Lombard qui, en 1830, deviendra la Lombard, Odier, Daurier, Hentsch & Cie,. 
Il est le père de ses successeurs, Alexandre Lombard et Henri-Clermond Lombard (nl). Il est membre du Conseil administratif de Genève (1796-1798) et du Conseil représentatif (1814-1831).